# Britain's Next Top Model (mùa 11)
Britain's Next Top Model, Mùa 11 là mùa thứ mười một của Britain's Next Top Model. Chương trình bắt đầu phát sóng vào ngày 16 tháng 3 năm 2017. Abbey Clancy trở lại làm host cùng với Paul Sculfor, Nicky Johnston và Hilary Alexander là ban giám khảo.
Điểm đến quốc tế của mùa này là Santa Maria dành cho top 5.
Người chiến thắng có cơ hội sở hữu:
- Một hợp đồng với công ty quản lý người mẫu Models 1
- Xuất hiện trên trang biên tập cho tạp chí Cosmopolitan
- Chiến dịch quảng cáo cho (Colgate Max White; Dorothy Perkins & Boohoo)
- Chiến dịch quảng cáo cho (mỹ phẩm Sleek; Paul Edmonds) cùng với một năm sử dụng sản phẩm

Kết quả, Olivia Wardell, cô gái 18 tuổi đến từ Romsey đã chiến thắng chương trình.

## Các thí sinh
(Tuổi tính từ ngày dự thi)
| Thí sinh                | Tuổi | Chiều cao               | Quê quán            | Bị loại ở | Hạng              |
| ----------------------- | ---- | ----------------------- | ------------------- | --------- | ----------------- |
| Anastasia Ellis         | 20   | 1,77 m (5 ft 9+1⁄2 in)  | Crewe               | Tập 2     | 12                |
| Abby Heaton             | 19   | 1,73 m (5 ft 8 in)      | Manchester          | Tập 3     | 11                |
| Victoria Clay           | 23   | 1,78 m (5 ft 10 in)     | Liverpool           | Tập 4     | 10                |
| Eleanor Sippings        | 18   | 1,73 m (5 ft 8 in)      | Colchester          | Tập 5     | 9 (dừng cuộc thi) |
| Talulah-Eve Brown       | 22   | 1,73 m (5 ft 8 in)      | Birmingham          | Tập 5     | 8                 |
| Bianca Thomas           | 22   | 1,78 m (5 ft 10 in)     | Lowestoft           | Tập 6     | 7                 |
| Chloe Lockley-Middleton | 20   | 1,75 m (5 ft 9 in)      | Huddersfield        | Tập 7     | 6                 |
| Simone Murphy           | 22   | 1,79 m (5 ft 10+1⁄2 in) | Edinburgh, Scotland | Tập 8     | 5                 |
| Tallulah Steed-Fassett  | 19   | 1,73 m (5 ft 8 in)      | Luân Đôn            | Tập 9     | 4                 |
| Alannah Beirne          | 22   | 1,83 m (6 ft 0 in)      | Naas, Ireland       | Tập 10    | 3                 |
| Jennifer Malengele      | 18   | 1,73 m (5 ft 8 in)      | Luân Đôn            | Tập 10    | 2                 |
| Olivia Wardell          | 18   | 1,85 m (6 ft 1 in)      | Romsey              | Tập 10    | 1                 |

## Thứ tự gọi tên
| Thứ tự | Tập                  | Tập            | Tập               | Tập               | Tập             | Tập      | Tập      | Tập      | Tập      | Tập      | Tập |
| Thứ tự | 2                    | 3              | 4                 | 5                 | 6               | 7        | 8        | 9        | 10       | 10       |     |
| ------ | -------------------- | -------------- | ----------------- | ----------------- | --------------- | -------- | -------- | -------- | -------- | -------- | --- |
| 1      | Eleanor              | Olivia         | Tallulah          | Alannah           | Jennifer        | Olivia   | Jennifer | Olivia   | Olivia   | Olivia   |     |
| 2      | Tallulah             | Bianca         | Simone            | Olivia            | Chloe           | Alannah  | Alannah  | Jennifer | Jennifer | Jennifer |     |
| 3      | Olivia               | Alannah        | Olivia            | Bianca            | Simone          | Jennifer | Olivia   | Alannah  | Alannah  |          |     |
| 4      | Jennifer             | Simone         | Alannah           | Simone            | Alannah         | Tallulah | Tallulah | Tallulah |          |          |     |
| 5      | Simone               | Talulah-Eve    | Jennifer          | Chloe             | Olivia Tallulah | Simone   | Simone   |          |          |          |     |
| 6      | Chloe                | Eleanor        | Eleanor           | Jennifer Tallulah | Olivia Tallulah | Chloe    |          |          |          |          |     |
| 7      | Alannah              | Victoria       | Bianca            | Jennifer Tallulah | Bianca          |          |          |          |          |          |     |
| 8      | Abby                 | Jennifer       | Chloe Talulah-Eve | Talulah-Eve       |                 |          |          |          |          |          |     |
| 9      | Bianca               | Chloe Tallulah | Chloe Talulah-Eve | Eleanor           |                 |          |          |          |          |          |     |
| 10     | Victoria Talulah-Eve | Chloe Tallulah | Victoria          |                   |                 |          |          |          |          |          |     |
| 11     | Victoria Talulah-Eve | Abby           |                   |                   |                 |          |          |          |          |          |     |
| 12     | Anastasia            |                |                   |                   |                 |          |          |          |          |          |     |

     Thí sinh bị loại
     Thí sinh dừng cuộc thi
     Thí sinh được miễn loại
     Thí sinh chiến thắng cuộc thi
- Trong tập 2, Eleanor đã được miễn loại vì giành chiến thắng thử thách.
- Trong tập 3, Olivia đã được miễn loại vì giành chiến thắng thử thách casting.
- Trong tập 4, Talullah đã được miễn loại vì giành chiến thắng thử thách.
- Trong tập 5, Alannah đã được miễn loại vì giành chiến thắng thử thách.
- Trong tập 5, Eleanor dừng cuộc thi vì bị chấn thương mắt.
- Trong tập 6, Jennifer đã được miễn loại vì giành chiến thắng thử thách.

### Buổi chụp hình
- Tập 1: Ảnh mở đầu chương trình
- Tập 2: Patisserie de Bain
- Tập 3: Tạo dáng theo nhóm cho Garnier
- Tập 4: Tạo dáng theo cặp
- Tập 5: Tạo dáng trên bạt lò xo cho SmoothSkin
- Tập 6: Tạo dáng với đồng hồ Daisy Dixon London trong quán bar
- Tập 7: Mỹ phẩm sleek trên sàn nhảy disco; Tạo dáng dưới nước
- Tập 8: Ảnh chân dung vẻ đẹp với làn da mịn màng
- Tập 9: Áo tắm trên du thuyền
- Tập 10: Khỏa thân ở bãi biển

### Diện mạo mới
- Abby: Tóc bob
- Alannah: Nối tóc xoăn
- Bianca: Cắt ngắn và nhuộm nâu
- Eleanor: Cắt ngắn tới cổ và nhuộm vàng
- Jennifer: Cạo 2 bên
- Olivia: Nối tóc dài
- Simone: Cắt ngắn và nhuộm vàng
- Talulah-Eve: Tóc xoăn ngắn tới cổ và chỉnh lông mày mỏng hơn
- Tallulah: Tóc xoăn với highlight vàng
- Victoria: Nhuộm đỏ